# Asubpeeschoseewagong
Asubpeeschoseewagong (Grassy Narrows First Nation), jedna od brojnih bandi kanadskih Ojibwa Indijanaca, danas nastanjeni u sjeverozapadnom Ontariju na rezervatu English River 21, oko 80 kilometara od Kenore. Sami sebe na svome jeziku nazivaju Asubpeeschoseewagong Netum Anishnabek ili Grassy Narrows First Nation. Populacija im iznosi preko 1,300, od čega preko 800 na rezervatu. 

## Vanjske poveznce
- Grassy Narrows First Nation